# Альманнаскардсгёйнг
Альманнаскардсгёйнг (исл. Almannaskarðsgöng; слушатьо файле) — автомобильный тоннель, проложенный под горным перевалом Альманнаскард в регионе Эйстюрланд на юго-востоке Исландии. Является частью кольцевой дороги Хрингвегюр 1. Проезд по тоннелю бесплатный.

## Характеристика
Расположенный в 10 километрах к востоку от Хёбна в регионе Эйстюрланд, тоннель Альманнаскардсгёйнг был открыт для движения 24 июня 2005 года. Его общая длина 1312 метров, из которых 1150 метров находятся под горой, а около 162 метров это бетонные порталы. Тоннель вырыт в скальной породе под перевалом Альманнаскард. Через тоннель проходит участок кольцевой дороги Хрингвегюр 1, самой важной дороги в стране.
Тоннель состоит из одной галереи, движение осуществляется по двум полосам шириной 3,25 м в каждую сторону. Есть три ниши для аварийной остановки или поворота. Порталы имеют профиль в виде симметричного знака ᑎ. Южный портал расположен на высоте 39 м над уровнем моря, а северный портал на высоте 82 м, что составляет 4,6 % продольного уклона. Работа тоннеля не зависит от погодных условий и он всегда открыт для проезда.
Альманнаскардсгёйнг заменил узкую и крутую (уклон до 16 %) гравийную дорогу через перевал Альманнаскард высотой 153 метра. Несмотря на небольшую высоту, дорога через перевал очень часто закрывалась зимой из-за снегопадов и лавин, что затрудняло автомобильное сообщение с восточной частью Исландии из Рейкьявика, единственной альтернативой которого был многосоткилометровый объезд через Акюрейри по северному участку дороги Хрингвегюр 1. После постройки тоннеля старая дорога через перевал (Альманнаскардсвегюр 981) не была закрыта для движения и по-прежнему доступна в летнее время.